# Hefeystos
Hefeystos byla polská gothic/black metalová kapela založená v roce 1994 ve městě Rumia. Pojmenována byla po Héfaistovi (v řecké mytologii bůh ohně a kovářství).
První demo se jmenovalo Hefeystos a vyšlo roku 1995. První studiové album se stejným názvem Hefeystos vyšlo v roce 1996.

## Diskografie

### Dema
- Hefeystos (1995)
- Vilce Sjen (1997)

### Studiová alba
- Hefeystos (1996)[1]
- Psycho Café (1998)

### Split nahrávky
- Hefeystos / Abusiveness (2000) - společně s kapelou Abusiveness